# Filmfare Awards (2021)
66-я церемония награждения Filmfare Awards состоялась 27 марта 2021 года. На ней были отмечены лучшие киноработы на хинди, вышедшие в прокат до конца 2020 года.
Фильм Лудо возглавил церемонию, получив по 16 номинаций. За ним следует Пощёчина с 15 номиниациями, замыкают Гулабо и Ситабо и Танаджи: Невоспетый воин по 13 номинаций каждый.
Фильм Пощёчина завоевал 7 наград, включая такие категории, как Лучший фильм и Лучшая женская роль (Тапси Панну), став самым награждаемым фильмом церемонии.
Актёр Панкадж Трипатхи получил две номинации за Лучшая мужская роль второго плана за роли в фильмах Лётчица Гунджан Саксена и Лудо, но уступил Саиф Али Хану, за роль в фильме Танаджи: Невоспетый воин.
Актриса Фаррух Джаффар в возрасте 88 лет установила рекорд, став самой возрастной победительницей в категории Лучшая женская роль второго плана за роль в фильме Гулабо и Ситабо.
Церемония была отмечена как единственная, на которой два актёра, Ирфан Хан и Сушант Сингх Раджпут, были посмертно номинированы на одну категорию — Лучшая мужская роль за роли фильмах Английская школа и Бедное сердце соответственно. Награду получил Ирфан Хан, став единственным актёром, получившим награду после смерти.

## Победители и номинанты
27 марта 2021 года были анонсированы победители. Ниже представлен список победителей:
| - Ом Раут — Лучший режиссёр - Тапси Панну — Лучшая актриса - Ирфан Хан — Лучший актер и обладатель премии за жизненные достижения - Тилотама Шом — Лучшая актриса по мнению критиков - Амитабх Баччан — Лучшая актёр по мнению критиков - Саиф Али Хан — Лучший актёр второстепенного плана - Фаррух Джаффар — Лучшая актриса второстепенного плана - Притам — Лучшая музыка к песне для фильма - Азис Каур — Лучший женский закадровый вокал - Гулзар — Лучшие слова к песне для фильма |

### Популярные награды
| Лучший фильм | Лучший фильм | Лучший фильм | Лучший режиссёр | Лучший режиссёр | Лучший режиссёр |
| --- | --- | --- | --- | --- | --- |
| - Пощёчина – T-Series, Benaras Media Works - Гулабо и Ситабо – Ронни Лахири, Шил Кумар, Amazon Prime Video - Лётчица Гунджан Саксена – Список фильмов Dharma Productions, Zee Studios, Netflix - Лудо – T-Series, Анураг Басу, Netflix - Танаджи: Невоспетый воин – Ajay Devgn FFilms, T-Series | - Пощёчина – T-Series, Benaras Media Works - Гулабо и Ситабо – Ронни Лахири, Шил Кумар, Amazon Prime Video - Лётчица Гунджан Саксена – Список фильмов Dharma Productions, Zee Studios, Netflix - Лудо – T-Series, Анураг Басу, Netflix - Танаджи: Невоспетый воин – Ajay Devgn FFilms, T-Series | - Пощёчина – T-Series, Benaras Media Works - Гулабо и Ситабо – Ронни Лахири, Шил Кумар, Amazon Prime Video - Лётчица Гунджан Саксена – Список фильмов Dharma Productions, Zee Studios, Netflix - Лудо – T-Series, Анураг Басу, Netflix - Танаджи: Невоспетый воин – Ajay Devgn FFilms, T-Series | - Ом Раут – Танаджи: Невоспетый воин - Анубхав Синха – Пощёчина - Анураг Басу – Лудо - Sharan Sharma – Лётчица Гунджан Саксена - Шуджит Сиркар – Гулабо и Ситабо | - Ом Раут – Танаджи: Невоспетый воин - Анубхав Синха – Пощёчина - Анураг Басу – Лудо - Sharan Sharma – Лётчица Гунджан Саксена - Шуджит Сиркар – Гулабо и Ситабо | - Ом Раут – Танаджи: Невоспетый воин - Анубхав Синха – Пощёчина - Анураг Басу – Лудо - Sharan Sharma – Лётчица Гунджан Саксена - Шуджит Сиркар – Гулабо и Ситабо |
| Лучшая мужская роль | Лучшая мужская роль | Лучшая мужская роль | Лучшая женская роль | Лучшая женская роль | Лучшая женская роль |
| - Ирфан Хан – Английская школа в роли Champak Ghasiteram Bansal - Аджай Девган – Танаджи: Невоспетый воин в роли Танаджи Малусаре - Амитабх Баччан – Гулабо и Ситабо в роли Чуннан «Мирза» Наваб - Аюшманн Кхуррана – Жениться нужно осторожно в роли Картик Сингх - Раджкумар Рао – Лудо в роли Алок «Алу» Кумар Гупта - Сушант Сингх Раджпут – Бедное сердце в роли Иммануэль «Мэнни» Раджкумар-младший | - Ирфан Хан – Английская школа в роли Champak Ghasiteram Bansal - Аджай Девган – Танаджи: Невоспетый воин в роли Танаджи Малусаре - Амитабх Баччан – Гулабо и Ситабо в роли Чуннан «Мирза» Наваб - Аюшманн Кхуррана – Жениться нужно осторожно в роли Картик Сингх - Раджкумар Рао – Лудо в роли Алок «Алу» Кумар Гупта - Сушант Сингх Раджпут – Бедное сердце в роли Иммануэль «Мэнни» Раджкумар-младший | - Ирфан Хан – Английская школа в роли Champak Ghasiteram Bansal - Аджай Девган – Танаджи: Невоспетый воин в роли Танаджи Малусаре - Амитабх Баччан – Гулабо и Ситабо в роли Чуннан «Мирза» Наваб - Аюшманн Кхуррана – Жениться нужно осторожно в роли Картик Сингх - Раджкумар Рао – Лудо в роли Алок «Алу» Кумар Гупта - Сушант Сингх Раджпут – Бедное сердце в роли Иммануэль «Мэнни» Раджкумар-младший | - Тапси Панну – Пощёчина в роли Амрита Сабхарвал - Дипика Падуконе – Брызги в роли Малти - Капур, Джанви – Лётчица Гунджан Саксена в роли Гунджан Саксена - Кангана Ранаут – Второй шанс в роли Джая Нигам - Видья Балан – Шакунтала Деви: Человек-компьютер в роли Шакунтала Деви                      | - Тапси Панну – Пощёчина в роли Амрита Сабхарвал - Дипика Падуконе – Брызги в роли Малти - Капур, Джанви – Лётчица Гунджан Саксена в роли Гунджан Саксена - Кангана Ранаут – Второй шанс в роли Джая Нигам - Видья Балан – Шакунтала Деви: Человек-компьютер в роли Шакунтала Деви                      | - Тапси Панну – Пощёчина в роли Амрита Сабхарвал - Дипика Падуконе – Брызги в роли Малти - Капур, Джанви – Лётчица Гунджан Саксена в роли Гунджан Саксена - Кангана Ранаут – Второй шанс в роли Джая Нигам - Видья Балан – Шакунтала Деви: Человек-компьютер в роли Шакунтала Деви                      |
| Лучшая мужская роль второго плана | Лучшая мужская роль второго плана | Лучшая мужская роль второго плана | Лучшая женская роль второго плана | Лучшая женская роль второго плана | Лучшая женская роль второго плана |
| - Саиф Али Хан – Танаджи: Невоспетый воин в роли Удайбхан Сингх Ратхор - Дипак Добриял – Английская школа в роли Гопи Гаситерам Бансал - Гаджрадж Рао – Жениться нужно осторожно в роли Шанкар Трипатхи - Кумуд Мишра – Пощёчина в роли Сачин Сандху - Панкадж Трипатхи – Лётчица Гунджан Саксена в роли Аруп Саксена - Панкадж Трипатхи – Лудо в роли Рахул Сатьендра «Сатту» Трипатхи                   | - Саиф Али Хан – Танаджи: Невоспетый воин в роли Удайбхан Сингх Ратхор - Дипак Добриял – Английская школа в роли Гопи Гаситерам Бансал - Гаджрадж Рао – Жениться нужно осторожно в роли Шанкар Трипатхи - Кумуд Мишра – Пощёчина в роли Сачин Сандху - Панкадж Трипатхи – Лётчица Гунджан Саксена в роли Аруп Саксена - Панкадж Трипатхи – Лудо в роли Рахул Сатьендра «Сатту» Трипатхи                   | - Саиф Али Хан – Танаджи: Невоспетый воин в роли Удайбхан Сингх Ратхор - Дипак Добриял – Английская школа в роли Гопи Гаситерам Бансал - Гаджрадж Рао – Жениться нужно осторожно в роли Шанкар Трипатхи - Кумуд Мишра – Пощёчина в роли Сачин Сандху - Панкадж Трипатхи – Лётчица Гунджан Саксена в роли Аруп Саксена - Панкадж Трипатхи – Лудо в роли Рахул Сатьендра «Сатту» Трипатхи                   | - Фаррух Джаффар – Гулабо и Ситабо в роли Фатима Бегум - Маанви Гагру – Жениться нужно осторожно в роли Раджни «Гоггл» Трипатхи - Нина Гупта – Жениться нужно осторожно в роли Сунайна Трипатхи - Рича Чадха – Второй шанс в роли Минал «Мину» Сингх - Танви Азми – Пощёчина в роли Сулакшана Сабхарвал | - Фаррух Джаффар – Гулабо и Ситабо в роли Фатима Бегум - Маанви Гагру – Жениться нужно осторожно в роли Раджни «Гоггл» Трипатхи - Нина Гупта – Жениться нужно осторожно в роли Сунайна Трипатхи - Рича Чадха – Второй шанс в роли Минал «Мину» Сингх - Танви Азми – Пощёчина в роли Сулакшана Сабхарвал | - Фаррух Джаффар – Гулабо и Ситабо в роли Фатима Бегум - Маанви Гагру – Жениться нужно осторожно в роли Раджни «Гоггл» Трипатхи - Нина Гупта – Жениться нужно осторожно в роли Сунайна Трипатхи - Рича Чадха – Второй шанс в роли Минал «Мину» Сингх - Танви Азми – Пощёчина в роли Сулакшана Сабхарвал |
| Дебютные награды | | | | | |
| Лучшая дебютная мужская роль | Лучшая дебютная мужская роль | Лучшая дебютная женская роль | Лучшая дебютная женская роль | Лучший режиссёрский дебют | Лучший режиссёрский дебют |
| Не вручалась | Не вручалась | - Алая Ф – Милая доченька в роли Тиа Сингх - Садиа Хатиб – Шикара | - Алая Ф – Милая доченька в роли Тиа Сингх - Садиа Хатиб – Шикара | - Раджеш Кришнан – Чемодан удачи | - Раджеш Кришнан – Чемодан удачи |
| Писательские награды | | | | | |
| Лучший сюжет | Лучший сюжет | Лучший сценарий | Лучший сценарий | Лучший диалог в фильме | Лучший диалог в фильме |
| - Анубхав Синха и Мрунмаи Лагу Вайкул – Пощёчина - Хардик Мехта – Kaamyaab - Джухи Чатурведи – Гулабо и Ситабо - Капил Савант и Раджеш Кришнан – Чемодан удачи - Рохена Гера – Сэр - Шубхам – Eeb Allay Ooo! | - Анубхав Синха и Мрунмаи Лагу Вайкул – Пощёчина - Хардик Мехта – Kaamyaab - Джухи Чатурведи – Гулабо и Ситабо - Капил Савант и Раджеш Кришнан – Чемодан удачи - Рохена Гера – Сэр - Шубхам – Eeb Allay Ooo! | - Рохена Гера – Сэр - Анубхав Синха и Мрунмаи Лагу Вайкул – Пощёчина - Анураг Басу – Лудо - Капил Савант и Раджеш Кришнан – Чемодан удачи - Пракаш Кападиа и Ом Раут – Танаджи: Невоспетый воин | - Рохена Гера – Сэр - Анубхав Синха и Мрунмаи Лагу Вайкул – Пощёчина - Анураг Басу – Лудо - Капил Савант и Раджеш Кришнан – Чемодан удачи - Пракаш Кападиа и Ом Раут – Танаджи: Невоспетый воин | - Джухи Чатурведи – Гулабо и Ситабо - Бахвеш Мандалиа, Гурав Шукла, Винай Чавал и Сара Бодинар – Английская школа - Капил Савант – Чемодан удачи - Пракаш Кападиа – Танаджи: Невоспетый воин - Самрат Чакраборти – Лудо                                                                                 | - Джухи Чатурведи – Гулабо и Ситабо - Бахвеш Мандалиа, Гурав Шукла, Винай Чавал и Сара Бодинар – Английская школа - Капил Савант – Чемодан удачи - Пракаш Кападиа – Танаджи: Невоспетый воин - Самрат Чакраборти – Лудо                                                                                 |
| Музыкальные награды | | | | | |
| Лучшая музыка к песне для фильма | Лучшая музыка к песне для фильма | Лучшая музыка к песне для фильма | Лучшие слова к песне для фильма | Лучшие слова к песне для фильма | Лучшие слова к песне для фильма |
| - Притам – Лудо - Алла Ракха Рахман – Бедное сердце - Митхун Шарма, Анкит Тивари, Вед Шарма, The Fusion Project, Аднан Дхул и Раби Ахмед – Бродяга - Притам – Любовь вчера и сегодня 2 - Шанкар-Эхсаан-Лой – Брызги | - Притам – Лудо - Алла Ракха Рахман – Бедное сердце - Митхун Шарма, Анкит Тивари, Вед Шарма, The Fusion Project, Аднан Дхул и Раби Ахмед – Бродяга - Притам – Любовь вчера и сегодня 2 - Шанкар-Эхсаан-Лой – Брызги | - Притам – Лудо - Алла Ракха Рахман – Бедное сердце - Митхун Шарма, Анкит Тивари, Вед Шарма, The Fusion Project, Аднан Дхул и Раби Ахмед – Бродяга - Притам – Любовь вчера и сегодня 2 - Шанкар-Эхсаан-Лой – Брызги | - Гулзар – "Chhapaak" – Брызги - Иршад Камиль – "Mehrama" – Любовь вчера и сегодня 2 - Иршад Камиль – "Shayad" – Любовь вчера и сегодня 2 - Саид Куадри – "Humdum Hardum" – Лудо - Шакил Азми – "Ek Tukda Dhoop" – Пощёчина - Ваю Шривастав – "Mere Liye Tum Kaafi Ho" – Жениться нужно осторожно       | - Гулзар – "Chhapaak" – Брызги - Иршад Камиль – "Mehrama" – Любовь вчера и сегодня 2 - Иршад Камиль – "Shayad" – Любовь вчера и сегодня 2 - Саид Куадри – "Humdum Hardum" – Лудо - Шакил Азми – "Ek Tukda Dhoop" – Пощёчина - Ваю Шривастав – "Mere Liye Tum Kaafi Ho" – Жениться нужно осторожно       | - Гулзар – "Chhapaak" – Брызги - Иршад Камиль – "Mehrama" – Любовь вчера и сегодня 2 - Иршад Камиль – "Shayad" – Любовь вчера и сегодня 2 - Саид Куадри – "Humdum Hardum" – Лудо - Шакил Азми – "Ek Tukda Dhoop" – Пощёчина - Ваю Шривастав – "Mere Liye Tum Kaafi Ho" – Жениться нужно осторожно       |
| Лучший мужской закадровый вокал | Лучший мужской закадровый вокал | Лучший мужской закадровый вокал | Лучший женский закадровый вокал | Лучший женский закадровый вокал | Лучший женский закадровый вокал |
| - Рагхав Чайтанья – "Ek Tukda Dhoop" – Пощёчина - Ариджит Сингх – "Shayad" – Любовь вчера и сегодня 2 - Ариджит Сингх – "Aabaad Barbaad" – Лудо - Аюшманн Кхуррана – "Mere Liye Tum" – Жениться нужно осторожно - Даршан Равал – "Mehrama" – Любовь вчера и сегодня 2 - Вед Шарма – "Malang" – Бродяга | - Рагхав Чайтанья – "Ek Tukda Dhoop" – Пощёчина - Ариджит Сингх – "Shayad" – Любовь вчера и сегодня 2 - Ариджит Сингх – "Aabaad Barbaad" – Лудо - Аюшманн Кхуррана – "Mere Liye Tum" – Жениться нужно осторожно - Даршан Равал – "Mehrama" – Любовь вчера и сегодня 2 - Вед Шарма – "Malang" – Бродяга | - Рагхав Чайтанья – "Ek Tukda Dhoop" – Пощёчина - Ариджит Сингх – "Shayad" – Любовь вчера и сегодня 2 - Ариджит Сингх – "Aabaad Barbaad" – Лудо - Аюшманн Кхуррана – "Mere Liye Tum" – Жениться нужно осторожно - Даршан Равал – "Mehrama" – Любовь вчера и сегодня 2 - Вед Шарма – "Malang" – Бродяга | - Азис Каур – "Hui Malang" – Бродяга - Антара Митра – "Mehrama" – Любовь вчера и сегодня 2 - Палак Мучхал – "Mann Ki Dori" – Лётчица Гунджан Саксена - Шраддха Мишра – "Mar Jayein Hum" – Шикара - Сунидхи Чаухан – "Paas Nahi To Fail" – Шакунтала Деви: Человек-компьютер                             | - Азис Каур – "Hui Malang" – Бродяга - Антара Митра – "Mehrama" – Любовь вчера и сегодня 2 - Палак Мучхал – "Mann Ki Dori" – Лётчица Гунджан Саксена - Шраддха Мишра – "Mar Jayein Hum" – Шикара - Сунидхи Чаухан – "Paas Nahi To Fail" – Шакунтала Деви: Человек-компьютер                             | - Азис Каур – "Hui Malang" – Бродяга - Антара Митра – "Mehrama" – Любовь вчера и сегодня 2 - Палак Мучхал – "Mann Ki Dori" – Лётчица Гунджан Саксена - Шраддха Мишра – "Mar Jayein Hum" – Шикара - Сунидхи Чаухан – "Paas Nahi To Fail" – Шакунтала Деви: Человек-компьютер                             |

### Премии критиков
| Лучший фильм по мнению критиков | Лучший фильм по мнению критиков |
| --- | --- |
| - Пратик Вац – Eeb Allay Ooo! - Анубхав Синха – Пощёчина - Хардик Мехта – Kaamyaab - Раджеш Кришнан – Чемодан удачи - Рохена Гера – Сэр - Шуджит Сиркар – Гулабо и Ситабо | |
| Лучшая мужская роль | Лучшая женская роль |
| - Амитабх Баччан – Гулабо и Ситабо в роли Chunnan "Mirza" Nawab - Ирфан Хан – Английская школа в роли Champak Ghasiteram Bansal - Раджкумар Рао – Лудо в роли Алок «Алу» Кумар Гупта - Санджай Мишра – Kaamyaab в роли Sudheer - Шардул Бхардвадж – Eeb Allay Ooo! в роли Anjani Prasad | - Тилотама Шом – Сэр в роли Ratna - Бхуми Педнекар – Долли Китти и мерцающие звёзды в роли Kajal "Kitty" Yadav - Конкона Сен Шарма – Долли Китти и мерцающие звёзды в роли Radha "Dolly" Yadav - Санья Малхотра – Лудо в роли Shruti Choksi - Тапси Панну – Пощёчина в роли Amrita Sabharwal - Видья Балан – Шакунтала Деви: Человек-компьютер в роли Шакунтала Деви |

### Специальные награды
| Специальная премия Filmfare                                       | Специальная премия Filmfare |
| ----------------------------------------------------------------- | --------------------------- |
| - Не вручалась                                                    |                             |
| Премия журнала «Filmfare» за вклад в кинематографию               |                             |
| - Ирфан Хан                                                       |                             |
| Filmfare Award имени Р. Д. Бурмана для новых музыкальных талантов |                             |
| - Не вручалась                                                    |                             |

### Технические награды
В тот же день были объявлены номинации на технические премии.
| Лучший монтаж | Лучшая работа художника-постановщика | Лушая хореография |
| --- | --- | --- |
| - Яша Рамчандани – Пощёчина - Аджай Шарма – Лудо - Ананд Субайя – Чемодан удачи - Шекхар Праджапати – Гулабо и Ситабо - Жак Комет, Батист Рибро – Сэр                                            | - Манси Мехта – Гулабо и Ситабо - Адитья Канвар – Лётчица Гунджан Саксена - Анураг Басу – Лудо - Сандип Мехер – Второй шанс - Шрирам Льенгар, Суджит Савант – Танаджи: Невоспетый воин                                                                 | - Ирфан Хан – "Dil Bechara" – Бедное сердце - Ганеш Ачария – "Bhankas" – Бунтарь 3 - Ганеш Ачария – "Shankara Re Shankara" – Танаджи: Невоспетый воин - Крути Махеш, Рахул Шетти – "Illegal Weapon" – Уличный танцор 3D - Крути Махеш, Рахул Шетти – "Nachi Nachi" – Уличный танцор 3D |
| Лучшая операторская работа | Лучший звук | За влияние в киноиндустрии |
| - Авик Мукхопадхьяй – Гулабо и Ситабо - Арчит Патель, Джей И. Патель – Второй шанс - Кэйко Накахара – Танаджи: Невоспетый воин - Саумянандра Сахи – Eeb Allay Ooo! - Соумик Мукхерджи – Пощёчина | - Каамод Кхараде – Пощёчина - Абхишек Наир, Шиджин Мелвин Хаттон – Лудо - Али Мерчант – Лётчица Гунджан Саксена - Бигина Бхушан Дахал – Eeb Allay Ooo! - Диапанкар Джоджо Чаки, Нихар Ранджан Самал – Гулабо и Ситабо - Лочан Канвинде – Чемодан удачи | - Мангеш Дхакде – Пощёчина - Алла Ракха Рахман – Бедное сердце - Притам – Лудо - Самир Уддин – Чемодан удачи - Сендип Широдкар – Танаджи: Невоспетый воин |
| Лучший дизайн костюмов | Лучшая постановку боевых сцен | Лучшие спецэффекты |
| - Вира Капур Ии – Гулабо и Ситабо - Абилаша Шарма – Брызги - Ашиш Двайер – Лудо - Начикет Барве, Махеш Шерия – Танаджи: Невоспетый воин - Нихарика Бхасин – Шакунтала Деви: Человек-компьютер    | - Рамазан Булут, Рп Ядав – Танаджи: Невоспетый воин - Ахмед Кхан – Бунтарь 3 - Харпал Сингх – Прыжок - Иванов Виктор, Андреас Нгуен – Прощание - Манохар Верма – Чемодан удачи                                                                         | - Прасад Сутар – Танаджи: Невоспетый воин - Джайеш Вайшнав – Лётчица Гунджан Саксена - Махеш Бария – Бунтарь 3 |

### Награды короткометражных фильмов
| Лучший короткометражный фильм          | Лучший короткометражный фильм          | Лучший короткометражный фильм                         | Лучший короткометражный фильм                         | Лучший короткометражный фильм                       | Лучший короткометражный фильм                       |
| Фантастика                             | Фантастика                             | Не-фантастика                                         | Не-фантастика                                         | Выбор зрителей                                      | Выбор зрителей                                      |
| -------------------------------------- | -------------------------------------- | ----------------------------------------------------- | ----------------------------------------------------- | --------------------------------------------------- | --------------------------------------------------- |
| - Шиврадж Вайчал – Arjun               | - Шиврадж Вайчал – Arjun               | - Нитеш Рамеш Парулекар – Backyard Wildlife Sanctuary | - Нитеш Рамеш Парулекар – Backyard Wildlife Sanctuary | - Приянка Банерджи – Деви                           | - Приянка Банерджи – Деви                           |
| Лучший актёр (Короткометражный фильм)  | Лучший актёр (Короткометражный фильм)  | Лучший актёр (Короткометражный фильм)                 | Лучшая актриса (Короткометражный фильм)               | Лучшая актриса (Короткометражный фильм)             | Лучшая актриса (Короткометражный фильм)             |
| - Арнав Абдагире – Arjun в роли Арджун | - Арнав Абдагире – Arjun в роли Арджун | - Арнав Абдагире – Arjun в роли Арджун                | - Пурти Савардекар – The First Wedding в роли Бхуми   | - Пурти Савардекар – The First Wedding в роли Бхуми | - Пурти Савардекар – The First Wedding в роли Бхуми |

## Количество номинаций и наград за фильм
| Номинация | Фильм                             |
| --------- | --------------------------------- |
| 16        | Лудо                              |
| 15        | Пощёчина                          |
| 13        | Гулабо и Ситабо                   |
| 13        | Танаджи: Невоспетый воин          |
| 8         | Лётчица Гунджан Саксена           |
| 8         | Чемодан удачи                     |
| 6         | Жениться нужно осторожно          |
| 5         | Eeb Allay Ooo!                    |
| 5         | Сэр                               |
| 4         | Английская школа                  |
| 4         | Брызги                            |
| 4         | Бедное сердце                     |
| 4         | Любовь вчера и сегодня 2          |
| 4         | Второй шанс                       |
| 4         | Шакунтала Деви: Человек-компьютер |
| 3         | Бунтарь 3                         |
| 2         | Долли Китти и мерцающие звёзды    |
| 2         | Уличный танцор 3D                 |

| Наград | Фильм                    |
| ------ | ------------------------ |
| 7      | Пощёчина                 |
| 6      | Гулабо и Ситабо          |
| 4      | Танаджи: Невоспетый воин |
| 2      | Сэр                      |